# Eryngium planum
Eryngium planum es una especie de Eryngium perteneciente a la familia Apiaceae. Se encuentra en Eurasia.

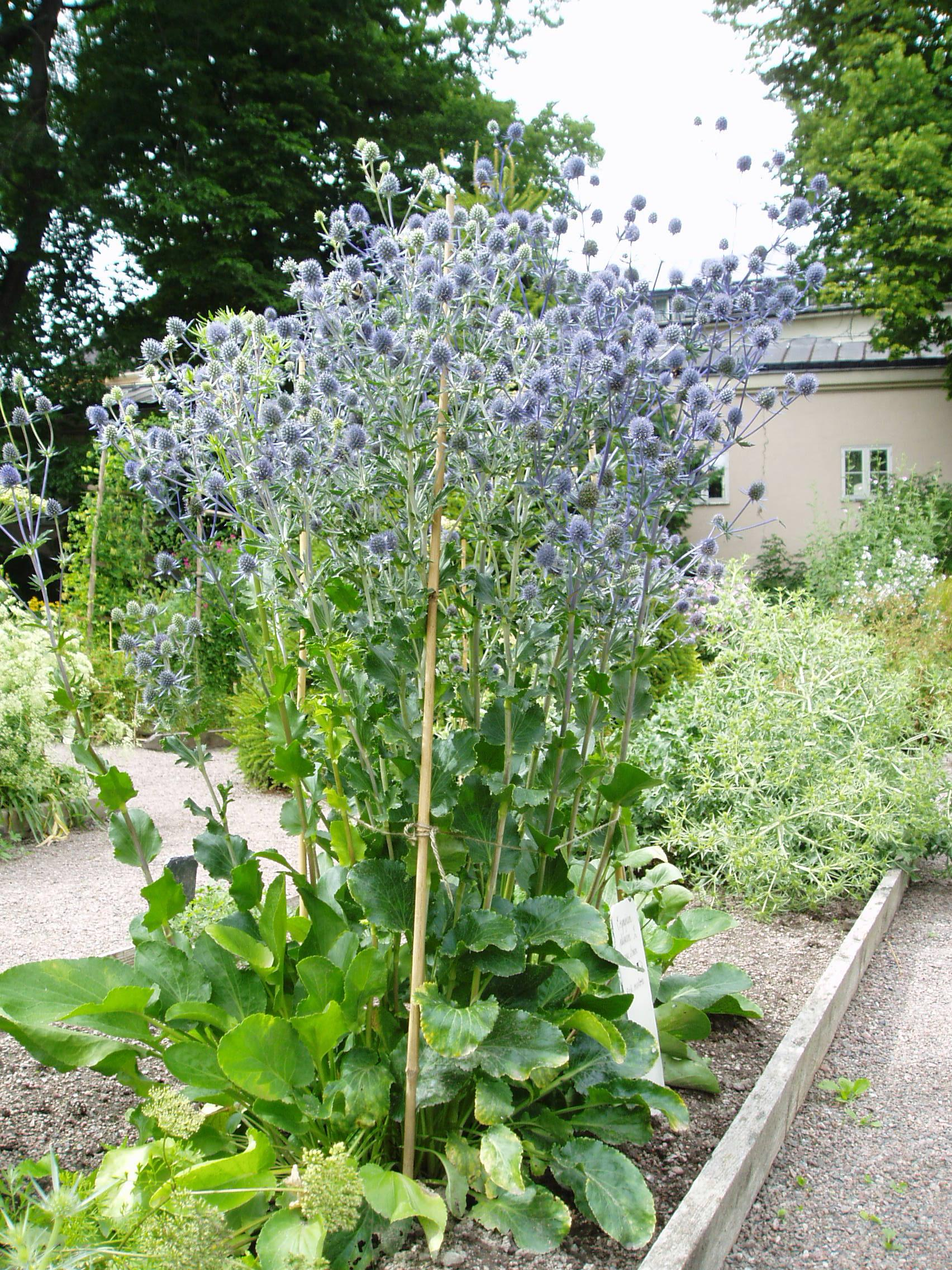
Vista de la planta

## Descripción
Es una planta perenne. Debido a su contenido de aceites esenciales, flavonoides y otras sustancias bioactivas, está siendo utilizado en la medicina popular europea, por ejemplo, como diurético o como estimulante y aperitivo.
La planta tiene un tallo de color azul plateado, con hojas basales alcanza un tamaño de 40-60 cm de altura.

## Taxonomía
Eryngium planum fue descrita por Carlos Linneo y publicado en Species Plantarum 1: 233. 1753.
Etimología
Eryngium: nombre genérico que probablemente hace referencia a la palabra que recuerda el erizo: "Erinaceus" (especialmente desde el griego "erungion" = "ción"), sino que también podría derivar de "eruma" (= protección), en referencia a la espinosa hojas de las plantas de este tipo.
planum: epíteto latíno que significa "plano"
Sinonimia
- Eryngium armatum Csató ex Simonk.
- Eryngium caeruleum Gilib.
- Eryngium dalla-torrei M.Hiroe
- Eryngium intermedium Weinm.
- Eryngium latifolium Gilib.
- Eryngium planifolium Pall.
- Eryngium planum Lindl.
- Eryngium planum var. armatum Csató ex Simonk.
- Eryngium pumilum Gilib.
- Eryngium pusillum Gilib.[4]